# Kacper Słoma
Kacper Słoma, ps. „Inspired” (ur. 24 stycznia 2002) – polski zawodowy gracz e-sportowy, biorący udział w rozgrywkach League of Legends. Trzykrotny uczestnik mistrzostw świata, mistrz pierwszego sezonu Ultraligi oraz dwukrotny mistrz Ameryki Północnej, finalista turniejów ESL Mistrzostwa Polski oraz zwycięzca czwartego sezonu Polskiej Ligi Esportowej. Były reprezentant zespołów: Mousesports, Pompa Team, Rouge, Evil Geniusses. Zawodnik rozgrywek League of Legends European Championship (LEC) oraz pierwszy Polak w rozgrywkach League Championship Series (LCS). Od listopada 2023 roku reprezentuje barwy amerykańskiej organizacji FlyQuest.

## Życiorys
W wieku 15 lat zajął miejsce w pierwszej pięćdziesiątce najlepszych graczy serwera zachodnioeuropejskiego (EUW). W połowie 2017 roku został dostrzeżony przez polskiego szkoleniowca Adriana „Hatchy’ego” Widerę i zaproszony do projektu Team Kinguin Academy. Uznano go za jednego z najbardziej obiecujących zawodników drużyny Katastrofa Awionetki. W 15. sezonie ESL Mistrzostw Polski jego drużyna zajęła trzecie miejsce.
Pierwszą połowę 2018 roku brał udział w wielu pół-profesjonalnych turniejach m.in. w polskich drużynach Szata Maga+6 oraz Młodzi Esports w Polskiej Ligi Esportowej (PLE), ESL Mistrzostwach Polski (ESL MP), Puchar Polskich Cybersport, w hiszpańskiej lidze SuperLiga Orange jako rezerwowy drużyny KIYF eSports Club.
W maju 2018, po osiągnięciu wicemistrzostwa Polski w wiosennym turnieju ESL MP oraz zajęciu drugiego miejsca w trzeciej edycji PLE, dołączył do niemieckiej organizacji Mousesports z którą walczył w turniejach kwalifikacyjnych Premier Tour o awans do fazy wstępnej europejskiego turnieju European Masters, będącego kontynuacją zlikwidowanej drugiej ligi EU LCS. Drużyna nie uzyskała awansu, przegrywając mecz barażowy przeciwko francuskiemu Gentside Esports, ostatecznie zajmując piąte miejsce.
Po zakończeniu EU Masters, Inspired wrócił do polskiej drużyny Pompa Team, z którą zdobył wicemistrzostwo Polski w letnim sezonie ESL MP 2018. W grudniu 2018 r. Inspired wygrał swój pierwszy turniej, jakim był finał czwartego sezonu PLE. W zerowym sezonie Ultraligi jego drużyna przegrała w finale przeciwko Illuminar Gaming 2–3. Tego samego dnia amerykańska drużyna Rouge, biorąca udział w rozgrywkach LEC, poinformowała o zakontraktowaniu Inspireda oraz Pawła „Woolite” Pruskiego w swojej akademii Rouge Esports Club.
Sezon pierwszy Ultraligi drużyna zakończyła na pierwszym miejscu, a następnie zwyciężyła w finale przeciwko devils.one 3–2, dzięki czemu Inspired otrzymał kwalifikację do głównego wydarzenia EU Masters. Drużynie nie udało w fazie grupowej wywalczyć awansu. W sezonie letnim cała drużyna akademii otrzymała awans do głównej drużyny, a w sezonie regularnym dzięki dobremu rezultatowi, wywalczyli awans do fazy pucharowej. Po przegranej z Schalke 04 utracili możliwość awansu na mistrzostwa świata w Paryżu. Mimo to, Inspired otrzymał wyróżnienie Rookie of the split, przyznawane najlepszemu nowicjuszowi na scenie LEC. Wiosenny sezon 2020 drużyna Inspireda zakończyła na piątym miejscu fazy pucharowej. Letni sezon regularny natomiast zakończyli na pierwszym miejscu, a w fazie pucharowej przegrali w półfinale 2–3 z G2 Esports. Uzyskał mimo to kwalifikację do głównego wydarzenia Mistrzostw Świata w Szanghaju, gdzie zajęli czwarte miejsce w grupie, nie uzyskując kwalifikacji do fazy pucharowej. Wiosną 2021, Inspired razem z drużyną przegrał finał przeciwko MAD Lions 2-3, mimo że serię rozpoczęli 2–0, tym samym ocierając się o wyjazd na Mid-Season Invitational (MSI). Latem zdobył nagrodę najbardziej wartościowego gracza sezonu zasadniczego, a jego drużyna zajęła trzecie miejsce w fazie pucharowej, dzięki czemu Inspired ponownie pojechał na Mistrzostwa Świata, powtarzając zeszłoroczny rezultat. W listopadzie Inspired podjął decyzję o opuszczeniu szeregów Rouge i dołączenia do amerykańskiej drużyny Evil Geniuses.
Wiosną 2022 roku Evil Geniuses zajęli czwarte miejsce w sezonie zasadniczym, jednak po zwycięstwach 3–0 przeciwko Golden Guardians, Cloud9, Team Liquid oraz w finale 100 Thieves, drużyna Inspireda sięgnęła po trofeum mistrza LCS oraz kwalifikację na MSI w Korei Południowej. Ostatecznie turniej zakończyli w półfinale, przegrywając 0–3 z chińskim Royal Never Give Up. W sezonie letnim Słoma został mianowany najbardziej wartościowym graczem sezonu zasadniczego, jako pierwszy gracz który osiągnął nagrodę w dwóch regionach – LEC oraz LCS, natomiast jego drużyna zajęła trzecie miejsce, kwalifikując się na mistrzostwa świata w Stanach Zjednoczonych. W fazie wstępnej uzyskali awans, potem jednak w grupie B zajęli ex aequo trzecie miejsce z europejską drużyną G2 Esports, nie otrzymując awansu do fazy pucharowej.
W wiosennym sezonie 2023 roku Słoma wraz z drużyną zajął czwarte miejsce w fazie pucharowej. W kwietniu w związku z problemami finansowymi organizacji, większość zawodników drużyny m.in. Inspired, została przeniesiona w stan spoczynku. W listopadzie 2023 roku został zakontrankowany w nowej drużynie – FlyQuest.
W wiosennym sezonie 2024 roku drużyna Inspireda awansowała do finału amerykańskiej ligi LCS, zyskując awans do fazy wstępnej turnieju MSI 2024 w Chengdu w Chinach. Po porażce w meczu ostatniej szansy, gdzie FlyQuest przegrało serię 0-2 z hongkońskim PSG Talon, drużyna opuściła turniej. Drużyna FlyQuest została zaproszona na Esports World Cup w Rijadzie, w Arabii Saudyjskiej, gdzie opuścili turniej po pierwszym meczu przeciwko G2 Esports. Podczas finału mistrzostw LCS, drużyna Inspireda wygrała wynikiem 3-1 spotkanie z Team Liquid. Słoma otrzymał tytuł najlepszego zawodnika finałów oraz zakwalifikował się do Mistrzostw Świata, rozgrywanych w Europie. 

## Osiągnięcia
Krajowe
| Miejsce | Turniej                                      | Drużyna              | Źródła |
| ------- | -------------------------------------------- | -------------------- | ------ |
| 3.      | 15. sezon ESL Mistrzostwa Polski Summer 2017 | Katastrofa Awionetki | [ 3 ]  |
| 2.      | 16. sezon ESL Mistrzostwa Polski Spring 2018 | Szata Maga +6        | [ 45 ] |
| 2.      | 17. sezon ESL Mistrzostwa Polski Summer 2018 | Pompa Team           | [ 16 ] |
| 1.      | Polska Liga Esportowa Sezon 4                | Pompa Team           | [ 17 ] |
| 2.      | Ultraliga Season 0 Playoffs                  | Pompa Team           | [ 46 ] |
| 1.      | Ultraliga Season 1 Playoffs                  | Rogue EC             | [ 19 ] |

Europejskie i amerykańskie
| Miejsce | Turniej                      | Drużyna       | Źródła |
| ------- | ---------------------------- | ------------- | ------ |
| 9.–12.  | European Masters 2019 Spring | Rouge EC      | [ 21 ] |
| 4.      | LEC 2019 Summer Playoffs     | Rouge         | [ 47 ] |
| 5.      | LEC 2020 Spring Playoffs     | Rouge         | [ 23 ] |
| 3.      | LEC 2020 Summer Playoffs     | Rouge         | [ 24 ] |
| 2.      | LEC 2021 Spring Playoffs     | Rouge         | [ 27 ] |
| 3.      | LEC 2021 Summer Playoffs     | Rouge         | [ 29 ] |
| 1.      | LCS 2022 Spring Playoffs     | Evil Geniuses | [ 32 ] |
| 3.      | LCS 2022 Summer Playoffs     | Evil Geniuses | [ 35 ] |
| 4.      | LCS 2023 Spring Playoffs     | Evil Geniuses | [ 48 ] |
| 2.      | LCS 2024 Spring Playoffs     | FlyQuest      | [ 49 ] |
| 1.      | LCS 2024 Championship        | FlyQuest      | [ 43 ] |

Międzynarodowe
| Miejsce | Turniej                      | Drużyna       | Źródła |
| ------- | ---------------------------- | ------------- | ------ |
| 13.–16. | 2020 World Championship      | Rogue         | [ 50 ] |
| 9.–11.  | 2021 World Championship      | Rouge         | [ 30 ] |
| 3.–4.   | Mid-Season Invitational 2022 | Evil Geniuses | [ 33 ] |
| 11.–14. | 2022 World Championship      | Evil Geniuses | [ 51 ] |
| 11.–12. | Mid-Season Invitational 2024 | FlyQuest      | [ 52 ] |
| 5.– 8.  | Esports World Cup 2024       | FlyQuest      | [ 53 ] |

Indywidualne
| Nagroda             | Turniej               | Drużyna       | Źródła |
| ------------------- | --------------------- | ------------- | ------ |
| Rookie of the split | LEC 2019 Summer       | Rouge         | [ 22 ] |
| 2. drużyna splitu   | LEC 2020 Summer       | Rouge         | [ 54 ] |
| 2. drużyna splitu   | LEC 2021 Spring       | Rouge         | [ 55 ] |
| MVP splitu          | LEC 2021 Summer       | Rouge         | [ 28 ] |
| drużyna splitu      | LEC 2021 Summer       | Rouge         | [ 56 ] |
| MVP splitu          | LCS 2022 Summer       | Evil Geniuses | [ 34 ] |
| drużyna splitu      | LCS 2022 Summer       | Evil Geniuses | [ 57 ] |
| 3. drużyna splitu   | LCS 2023 Spring       | Evil Geniuses | [ 58 ] |
| 2. drużyna splitu   | LCS 2024 Spring       | FlyQuest      | [ 59 ] |
| MVP finałów         | LCS 2024 Championship | FlyQuest      | [ 43 ] |